# Lénárd
A Lénárd germán eredetű férfinév, a Leonárd régi magyar változata. Női párja: Leonarda. Jelentése: erős, mint az oroszlán.

## Rokon nevek
- Leonárd:[1] a germán eredetű Leonhard névből származik, aminek a jelentése erős + merész.[2]

## Gyakorisága
Az 1990-es években a Lénárd igen ritka, a Leonárd szórványos név, a 2000-es években nem szerepelnek a 100 leggyakoribb férfinév között.

## Névnapok
Lénárd, Leonárd
- november 6.[2]
- november 26.[2]

## Híres Lénárdok, Leonárdok
- Leonard Bernstein zeneszerző, karmester
- Berzsenyi Lénárd honvéd ezredes
- Leonyid Iljics Brezsnyev szovjet államfő
- Leonardo da Vinci itáliai festő, szobrász, építész, feltaláló
- Lennart Torstenson svéd tábornok, hadmérnök
- Leonard Nimoy amerikai színész, filmrendező, énekes, költő, fotóművész, a Star Trek legendás karakterének, Spocknak megformálója
- Leonhard Euler svájci matematikus és fizikus, a matematikatörténet egyik legtermékenyebb és legjelentősebb alakja
- Leonardo Fibonacci itáliai matematikus
- Leonard Cohen kanadai dalszövegíró, énekes
- Pál Lénárd Kossuth-díjas fizikus; az első kísérleti magyar atomreaktor építője